# Logophoron

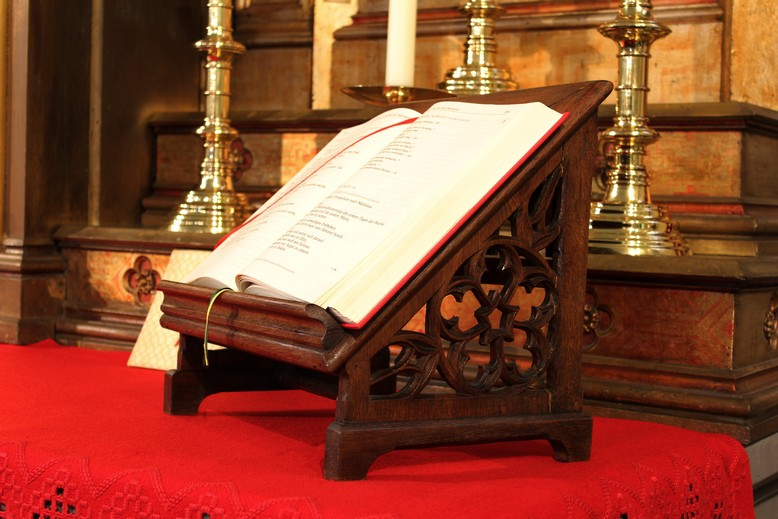
Logophoron mit Evangelistar

Ein Logophoron (von altgriechisch λόγος logos ‚Wort‘ und φέρειν phérein ‚tragen‘) ist ein besonderer Aufbewahrungsort für die Bibel oder das Evangelistar. Hierdurch soll die Bedeutung des Wortes Gottes im Gottesdienst herausgestellt werden. Häufig handelt es sich hierbei um eine Art Lesepult.
Im Gegensatz zum Ambo oder der Kanzel wird vom Logophoron die Heilige Schrift weder verkündigt noch ausgelegt.